# Zimmermann Jakab
Zimmermann Jakab (Vác, 1808. február 6. – Kecskemét, 1878. június 5.) piarista pap, főreáliskolai tanár, pedagógiai író.

## Élete
Apja, Zimmermann Lőrinc szerény viszonyok közt élő iparos volt. Elemi és középiskolai tanulmányait szülővárosában bevégezvén, 1826-ban a kegyestanítórendbe lépett. 1827-ben Privigyén, 1828-ban Tatán, 1830-1-ben Kolozsvárt tanított és tanult. 1831-ben az egyetemen bölcsészetdoktori oklevelet nyert. 
1831-39-ben a budai főgimnáziumban működött, 1840-5-ben pedig a bécsi Theresianumban a magyar nemes ifjak nevelője és a magyar nyelv és irodalom tanára volt. 1846-ban kilépvén a kegyestanítórendből, a nagyváradi egyházmegye papjai közé vétette fel magát és még ugyanazon évben kinevezték a pesti fiú-tanítóképezde tanárává, ahol 1856-ig működött. Ez idő alatt két évig az egyetemen mint rendkívüli tanár széptant és nyelvészetet adott elő. 
A pesti tanítóképző feloszlatása után egy évig mint magánzó csak irodalommal foglalkozott, azután a kecskeméti római katolikus elemi iskolák igazgatója lett, ahol 1860-tól 1872-ig működött, majd 1873-78-ban a kecskeméti állami főreáliskolának volt a tanára.

## Művei
- Populäre Erzichungskunde für Eltern, Erzieher und Lehrer (van de Kamp után). Pest, 1835 (2. k. 1856)
- Öröm vers Főméltóságú és Főt. Herczeg Kopácsy József úrnak...üdvözlésére. Buda, 1839
- Ode honoribus III ac. Rev. Dni Antonii Ocskay de Eadem episcopi Cassoviensis...Pest, 1839
- Daguerre képei elkészítése módjának leírása. Bécs, 1840 – hasonmásban: 1984
- Ifjúságot képző ismeretek tára. Négy kötet (Nagy Mártonnal együtt). Bécs, 1840
- Magyar irodalom. Bécs, 1843 (2. kiadás Budán, 1845, online)
- Kikérdő vallástan (Koczányi Ferenczczel együtt). Pest, 1844
- Egészség s rögtöni esetek gyógytana. Pest, 1845
- Vallási szokások és szertartások magyarázata. Buda, 1845 (1856-ig 3 kiadást ért)
- Magyar nyelvtan kisebb tanulók használatára. Pest, 1850 (2. k. 1852)
- Ungarische Sprachlehre zum Gebrauche für kleinere Zöglinge. Pest, 1850 (1857-ig 4 kiadást ért)
- Magyar nyelvtan az elemi és reáliskolák használatára. Pest, 1852 (3. kiadás, 1870-ig számos kiadást ért)
- Anleitung zu schriftlichen Aufsätzen für Elementar u. Real-Schulen, 1860 (1856-ig 4 kiadást ért)
- Iratok feltevése elemi és reáliskolák használatára. Pest, 1851 (1856-ig 5 kiadást ért)
- Irálytan. Gymnasiumi ifjúság használatára. Pest, 1851 (2. k. 1855)
- Aufsatz-Lehre für untere gymnasialklassen. Pest, 1852
- Deutsche Sprachlehre für Elementar u. Realschulen. Pest, 1852 (1857-ig 4 kiadást ért)
- Német nyelvtan elemi és reáliskolák használatára. Pest, 1852 (1855-ig 3 kiadást ért)
- Lehr- und Lesebuch für Elementar und Realschulen. Pest, 1852
- Népiskolák könyve (Márki Józseffel együtt). I. és II. rész. Pest, 1853 (az I. r. 2. kiadása 1860)
- Képes Kis katekizmus. Pest, 1854
- Népszerű nevetéstan szülők, nevelők és tanítók azámára (Van de Kamp után). Pest, 1855 (2. kiad. 1856)
- Kirchliche Glebräuche und Ceremonien. Pest, 1855 (2. kiad. 1856)
- Egyházi szokások és szertartások. A nép- és vasárnapi iskolák számára. Pest, 1856 (2. kíad. 1857, 3. kiad. 1858, 4. kiad. 1866)
- Nyelvgyakorlatok. Zweites Sprach- und Lesebuch cz. elemiiskola-könyvből fordítá. Pest, 1856
- Sprachübungen aus dem Első nyelvgyakorló s olvasókönyv betitelten Elementar-Schulbuche. Pest, 1856
- Populäre Viehzucht für Volks- und Sonntagsschulen. Pest, 1856
- Népszerű barmászat nép ‐ és vasárnapi iskolák számára. Pest, 1856
- Populäre Gesundheitslehre für Volks- u. Sonntagsschulen. Pest, 1856
- Népszerű egészségtan nép- és vasárnapi iskolák számára. Pest, 1856
- Egyházi szokások és szertartások magyarázata, kisebb tanulók számára. Kecskemét, 1860 (1866-ig 4 kiadást ért)
- ABC- és olvasókönyv a kath. elemi iskolák számára. Pest, év n.
- Ima és énekkönyv elemi iskolák számára. Kecskemét, 1861
- Természetrajz az elemi ifjúság számára. Kecskemét, 1861
- Magyar történelem elemi iskolák számára. Kecskemét, 1861
- Földrajz kisebb tanulók számára. Kecskemét. 1863 (1878-ig 9 kiadást ért)
- Természettan kisebb tanulók számára. Kecskemét, 1863
- Népiskolák könyve Budapest, I. 1860, II. 1868, III. 1872, IV., V. 1873 (mindenik kötet több kiadást ért)
- Magyar nyelvtan. Ipar- és népiskolák számára. Pest, 1871
- Irati föltevények. Ipar- s népiskolák számára Kecskemét, 1871
- Magyar olvasókönyv a népiskolák számára. Pest. I 1871, II. 1871, III. 1871
- Egészségtan népiskolák számára. Pest, 1872 (2. kiad.)
- Szavaló. Ipar- és népiskolák számára. Két rész. Pest, 1872
- Természettan, Ipar-, nép- és ismétlőiskolák számára. Kecskemét, 1872 (1876-ig 5 kiadást ért)
- A magyar királyság földrajza. Gymnasium, és reálisk. számára. Pest, 1872
- Magyar történelem ipar-, nép- és ismétlőiskolák számára. Kecskemét (1881-ig 10 kiadást ért)
- Természetrajz ipar-, nép- és ismétlőiskolák számára. Kecskemét (1884-ig 8 kiadást ért)